# Maman Olangi
Pour les articles homonymes, voir Olangi.
Elisabeth Wosho Onyumbe, appelée affectueusement Maman Olangi, est née en République démocratique du Congo le 19 novembre 1950 et morte le 5 juin 2018 à Kinshasa. Elle est modéliste, sociologue familiale, pasteur évangélique pentecôtiste,,,,,,, et représentante légale du Ministère du combat spirituel jusqu'à sa mort.

## Biographie
Elisabeth Wosho Onyumbe est née le 19 novembre 1950 à Loto dans la province du Sankuru (ancien territoire de la province du Kasaï Oriental) en République démocratique du Congo,,.
Elle fait ses études primaires à Kata-kokombe d'où elle obtient son certificat primaire en 1965, elle passe son cycle d'orientation au lycée Marie médiatrice de Lodja. En 1971, elle obtient son diplôme d'aptitude à l'enseignement supérieur de Louvain-la-Neuve en Belgique, elle obtient son titre de graduat en science sociologique en 1974 au Centre interdisciplinaire pour l’Éducation permanente CIDEP à Lubumbashi. En 1976, elle est diplômée à l'école de haute couture Grenier de Paris,,,. De 1976 à 1984, elle est patronne de la maison de haute couture « Aiguille d'or » à Lubumbashi. De 1984 à 1990, elle est patronne de la maison de couture « Benirelle ».

### Ministère
Maman Olangi s'est inspirée de la doctrine de l'Américain T.L.Osborn. Le ministère chrétien du combat spirituel est l'une des plus grandes églises pentecôtistes en Afrique avec plus de 200 représentations à travers le monde,,.
Après sa seconde conversion, elle est fidèle de l'église Fraternité évangélique de Pentecôte en Afrique et au Zaïre (Nzambe malamu) fondée par Aëdin Abala, qui est formée par T.L Osborn. En 1982, le couple quitte Nzambe malamu et fonde le groupe de prière appelé « Vie comblée ». En 1984, il quitte Lubumbashi pour Kinshasa. Là, il se concentre au Full Gospel. En 1987, Maman Olangi est coreligionnaire de la République démocratique du Congo de la Christian Women Fellowship International du Nigeria.
Elle se focalise sur deux missions prioritaires : celles qui visent les couples et les familles, et le combat spirituel. Les Femmes sont le point focal de ce message ascétique, de conscience et d'éveil d'esprit. Le but du couple Olangi est de restaurer la famille restreinte, les parents et les enfants en accordant la priorité à celui-ci. Cette voie leur a attiré trop de problèmes, sachant que les Africains aiment vivre en communauté. Tous les maux spirituels qui frappent la famille sont combattus par des jeûnes et prières.
En 1990, elle est fondatrice et présidente de la Communauté Internationale des femmes Messagères du Christ (CIFMC), les femmes apprenaient comment tenir leur mariage, la femme est la première cible de son ministère évangélique.
En 1992 elle crée le Ministère du combat spirituel et est rejoint une année plus tard par son époux Joseph Ezéchiel Olangi Onasambi. Elle est cofondatrice et vice-présidente de la fondation Olangi-Wosho depuis le 1er novembre 1993,. Avec son mari, ils créent le centre péniel mondial une vision masculine de la CIFMC et la jeunesse chrétienne combattante.
Il y a plus de 20000 fidèles qui participent au culte du dimanche à Kinshasa pour suivre l'enseignement du couple Olangi. La fondation Olangi-Wosho possède à son actif plusieurs écoles, hôpitaux, centres socio-culturels, maisons d'édition, média et maisons de couture,.

## Vie privée
Elisabeth Wosho Onyumbe et Papa Olangi se marient en 1969 à l’église Sainte-Marie de Liège. De cette union naissent sept enfants,,.
Son mari décède le 29 septembre 2017 en Afrique du Sud, et le 2 juin 2018, elle meurt à Kinshasa vers 23h00', ne supportant pas le choc à la suite de la disparition de son mari.